# Ioan Cândea
Ioan Cândea (n. 2 ianuarie 1855, Avrig, județul Sibiu – d. 22 august 1938) a fost un deputat în Marea Adunare Națională de la Alba Iulia, organismul legislativ reprezentativ al „tuturor românilor din Transilvania, Banat și Țara Ungurească”, cel care a adoptat hotărârea privind Unirea Transilvaniei cu România, la 1 decembrie 1918 .

## Biografie
A fost funcționar la Consistoriul arhidiecezan, arhidiacon al Catedralei, între 1885-1938 protopop în funcțiune al Protopopiatului Avrig. A administrat totodată, timp de mai mulți ani și Protopopiatul Făgărașului și a fost deputat în Sinod și în Congresul Național-Bisericesc.

## Activitatea politică
Ca deputat în Adunarea Națională din 1 decembrie 1918, Ioan Cândea a fost reprezentant al Protopopiatului Avrig.